# Hanssuesia
Hanssuesia là một chi khủng long, được R. Sullivan mô tả khoa học năm 2003.